# Alceste
Alceste er en opera fra 1767 skrevet Christoph Willibald Gluck.
Libretto er skrevet af Raniero da Calzabigi.
Den franske udgave blev uropført i Paris i 1776.